# Nút giao thông Pháp Vân
Nút giao thông Pháp Vân hay còn được gọi là IC Pháp Vân là nút giao thông khác mức của đường vành đai 3 Hà Nội, đường cao tốc Pháp Vân – Cầu Giẽ, quốc lộ 1 (Đường Đỗ Mười) và phố Bùi Huy Bích nằm tại phường Hoàng Liệt, thành phố Hà Nội. Nút giao Pháp Vân được coi là cửa ngõ phía Nam lớn nhất Hà Nội.
Đây là điểm đầu của đường cao tốc Pháp Vân – Cầu Giẽ. Từ nút giao thông này đến cầu Phù Đổng, đường vành đai 3 Hà Nội và đường cao tốc Bắc – Nam phía Đông (Đường cao tốc Pháp Vân – Cầu Giẽ là một phần của đường cao tốc Bắc – Nam phía Đông) đi trùng với nhau.
Hiện nay, mỗi dịp cuối tuần hoặc nghỉ lễ, đường cao tốc Pháp Vân – Cầu Giẽ chiều về Hà Nội thường xuyên ùn tắc kéo dài do phương tiện xung đột trực tiếp với đường vành đai 3 Hà Nội tại nút giao Pháp Vân. Tại nút giao này (hướng từ cao tốc về trung tâm Hà Nội) tồn tại một nút thắt cổ chai khiến luồng xe cộ đi vành đai 3 dưới thấp và trên cao thường xuyên xảy ra xung đột. Theo đó, các xe đi vành đai 3 trên cao sẽ rẽ phải vào nhánh rẽ cầu vượt, trong khi xe đi đường dưới thấp sẽ đi thẳng.

## Lịch sử
- 1 tháng 1 năm 2002: Hoàn thành giai đoạn 1 đường Pháp Vân – Cầu Giẽ. Tuy nhiên tuyến đường chưa thật sự là đường cao tốc và cũng chưa đạt chuẩn là đường cao tốc khi trên đoạn đường này xảy ra sụt lún, đứt gãy cũng như cho phép xe thô sơ, xe gắn máy lưu thông vào tuyến đường này.
- 1 tháng 2 năm 2012: Đường cao tốc Pháp Vân – Cầu Giẽ chính thức cấm xe mô tô, xe gắn máy, xe thô sơ.[1]
- 21 tháng 10 năm 2012: Hoàn thành đường cao tốc trên cao đoạn Mai Dịch – Bắc hồ Linh Đàm (thuộc hệ thống đường vành đai 3 Hà Nội)[2]
- Năm 2013: Đường cao tốc Pháp Vân – Cầu Giẽ được nâng cấp, sửa chữa, tu bổ, mở rộng và cấm phương tiện thô sơ, xe gắn máy lưu thông trên đoạn đường này và chính thức trở thành cao tốc.[3]

## Thông tin cấu trúc
- Vị trí: Phường Hoàng Liệt, thành phố Hà Nội

## Kết nối các tuyến đường

### Hướng Cầu Thanh Trì – Cầu Thăng Long
- Đường vành đai 3 Hà Nội (Đoạn trên cao)
- Quốc lộ 1 – Đường Đỗ Mười (Đoạn dưới thấp)

### Hướng đi Cầu Giẽ
- Đường cao tốc Pháp Vân – Cầu Giẽ

### Hướng đi Trung tâm hành chính quận Hoàng Mai
- Phố Bùi Huy Bích